# Cambrai-i békeszerződés
A cambrai-i békeszerződés vagy hölgyek békéje lezárta az 1526–30 között zajló a Cognaci Liga háborúját, az itáliai spanyol–francia háborúk sorában a másodikat. A békeszerződést 1529. augusztus 5-én írták alá a Habsburg császári ház és a Valois királyi ház tagjai, V. Károly német-római császár és I. Ferenc francia király képviseletében, a flandriai Cambrai városában.

## Előzmények
A Cognaci Liga háborúja azért tört ki, mert Franciaország királya semmisnek nyilvánította a császárral 1526-ban megkötött madridi békeszerződést, amelynek az 1521–26 között zajló előző háborút kellett volna lezárnia. Az 1525-ös paviai csatában császári fogságba esett Ferenc király kényszerhelyzetében írta alá a diktátumot, amely megalázó feltételekhez kötötte kiszabadulását. Az 1526-ban fogságból hazatért király semmisnek nyilvánította a madridi békeszerződést, és csatlakozott a Cognaci Ligához, amelyben a Navarrai Királyság, a pápai állam, a Velencei Köztársaság, Firenze, a Milánói Hercegség és (1528 után) Genova is szövetkezett a Habsburg császár ellen.
A Cognaci Liga háborújában Franciaország hadai vereséget szenvedtek, Ferenc király különbéke-tárgyalásokat kezdeményezett.

## A „hölgyek békéje”
A béketárgyalások 1529 júliusában kezdődtek a két birodalom határán, a flandriai Cambrai-ban, a Saint-Pol-palotában (Hôtel Saint-Pol). A két ellenséges uralkodó nem óhajtott egymással személyesen találkozni. Mindkettőjük képviseletében családtagjaik, főmegbízottaik tárgyaltak. Maga Károly császár, miután Barcelonában egyezséget kötött VII. Kelemen pápa megbízottaival, éppen hajón tartott Itália felé, hogy katonáival megsegítse a pápát Firenze ellenében.
A „hölgyek békéjét” I. Ferenc király képviseletében az 52 éves Savoyai Lujza anyakirályné, Ferenc király anyja, Franciaország régense, V. Károly császár képviseletében a 49 éves Ausztriai Margit savoyai hercegné, Savoyai Lujza sógornője, II. Filibert savoyai herceg özvegye, V. Károly császár nagynénje, Spanyol-Németalföld királyi helytartója kötötte meg és írta alá. A tárgyalásokon jelen volt Marie de Luxembourg grófnő, a vendéglátó „háziasszony”, a Saint-Pol-palota tulajdonosa, és Louis de Bourbon-Vendôme kuriális bíboros, Le Mans és Laon püspöke, a Szentszék savoyai legátusa, I. Ferenc hadvezére is. A szerződést 1529. augusztus 5-én írták alá.
A békeszerződés tartalma nagyjából az 1526-os madridi békeszerződés tartalmának felelt meg. I. Ferenc francia király lemondott itáliai követeléseiről, így a Milánói Hercegségről, Genováról és a Nápolyi Királyságról. Itália a spanyol Habsburgok fennhatósága alá került, Milánót és Nápolyt a császár saját közvetlen befolyása alá vonta. Ferencet Észak-Franciaországban is területi veszteségek érték, át kellett engednie V. Károlynak az Artois-i grófságot, a Flamand grófságot és Tournai-t. A császár oldalán harcoló, emiatt címeitől megfosztott Philibert de Chalon-Arlay grófot a francia király ismét elismerte Orange hercegének.
Ugyanakkor (a madridi szerződéstől eltérően) Ferenc megtarthatta a számára igen fontos Burgundi Hercegséget. Eltekintettek továbbá V. Károly császár több korábbi követelésétől is, amelyek a császár oldalán harcoló Charles de Bourbon (Bourbon Károly) hercegnek, Montpensier grófjának, a volt királyi főlovászmesternek (connétable de Bourbon) igényein alapultak. Maga Bourbon Károly 2 évvel korábban, 1527. május 6-án Róma ostrománál elesett, így Károly császár kezében nem maradt alkalmas igénylő a tervezett önálló Provence-i Királyság trónjára.
A szerződésbe belefoglalták, hogy az évek óta özvegy Ferenc király – akinek első felesége, Bretagne-i Klaudia királyné 1524-ben hunyt el – a béke biztosítékául feleségül veszi Habsburg Eleonóra spanyol infánsnőt, V. Károly legidősebb nővérét, I. Mánuel portugál király özvegyét.
A szerződés tartalmazta azt is, hogy Ferenc király fiai, Ferenc, Bretagne hercege, a trónörökös és Henrik, Orléans hercege, akik apjuk szabadon bocsátásának fejében, és a madridi szerződés végrehajtásának biztosítékául 1526 óta túszként tartózkodtak a spanyol királyi udvarnál, busás váltságdíj megfizetése árán hazatérhetnek Párizsba.
A királyi hercegek váltságdíját a szerződés 2 000 000 arany écu (arany escudo) összegben szabta meg. A hatalmas summa egy részének előteremtéséhez I. Ferenc a bretagne-i nemesség segítségét kérte (Bretagne a király első, elhunyt feleségének hozománya volt). A bretagne-i rendek erős tiltakozás után, a hercegek szabadulásáért mégis hajlandók voltak komoly összeget letenni, de a király számára kínos feltételek mellett: a nemesek nem birtokuk nagysága, hanem saját szabad döntésük szerinti összeget tesznek névtelenül, egy letakart, közös ládába, amelynek tartalmát a királyi helytartó, XVI. Guy de Laval megbízottja ellenőrizheti, és a pénzt csak a váltságdíj teljes kifizetésével egyidejűleg lehet elvinni Bretagne-ból.

## Következmények
A cambrai-i szerződés alapvetően I. Ferenc különbékéjét jelentette. 1529. augusztus 5-vel Franciaország kivált a háborúból, korábbi szövetségeseit, Velencét, Firenzét és a pápai államot magára hagyta a Habsburg császár elleni harcban, sorra el is buktak. A Habsburg-hegemónia egész Itáliára kiterjedt.
V. Károly hadai ostrom alá vették és 1530-ban bevették Firenzét, VII. Kelemen pápa az elfoglalt városállam fejedelmi trónjára ültethette saját törvénytelen fiát, Alessandro de’ Medicit. A hálás pápa feloldozta bűneik alól az 1527-es Sacco di Roma résztvevőit és felelős vezetőit. Cserébe a pápa visszakapta Velencétől az elfoglalt Ravennát, Cerviát és Velence apuliai birtokait, cserébe Velence megtarthatta a marignanói csataban szerzett területeit. 1530. február 24-én V. Károly Bolognába érkezett. A székesegyházban a pápa ünnepélyesen a Szent Római Birodalom császárává koronázta Károlyt, Itália urát. Végül Francesco Sforza megtarthatta Milánó trónját, mert Velence tiltakozása miatt Károly (egyelőre) letett tervéről, hogy oda is Alessandro de’ Medicit helyezze.
Egy évvel később, 1530. augusztus 7-én I. Ferenc király valóban feleségül vette Habsburg Eleonóra hercegnőt, de a házasságból nem születtek gyermekek. Ugyanebben az évben, november 30-án elhunyt a szerződést aláíró egyik hölgy, Habsburg Margit hercegné, majd 1531. szeptember 22-én a másik, Savoyai Lujza, Franciaország régense is.